# Nejc Gradišar
Nejc Gradišar, slovenski nogometaš, * 6. avgust 2002, Ljubljana.
Gradišar je profesionalni nogometaš, ki igra na položaju napadalca. Od leta 2025 je član egiptovskega kluba Al Ahly, od leta 2024 pa tudi slovenske reprezentance. Pred tem je igral za slovenske klube Bravo, Brežice 1919 in Rogaško ter madžarski Fehérvár. Skupno je v prvi slovenski ligi odigral 15 tekem in dosegel sedem golov. Bil je tudi član slovenske reprezentance do 21 let.